# Гней Корнелий Блазион (проконсул)
Вижте пояснителната страница за други личности с името Гней Корнелий Блазион.
Гней Корнелий Блазион (на латински: Gnaeus Cornelius Blasio) е сенатор и политик на Римската република през края на 2 век пр.н.е.
Произлиза от клон Блазиони (Корнелии) на фамилията Корнелии. Роднина е на Гней Корнелий Блазион (консул 270 и 257 пр.н.е., цензор 265 пр.н.е.).
Гней Корнелий Блазион e проконсул в Испания от 199 до 196 пр.н.е. и има специални права (imperium extra ordinem). За успехите си е награден с овация. През 196 пр.н.е. е със специални дипломатически задачи на път. През 194 пр.н.е. e претор на Сицилия.